# Hi-Rez Studios
Hi-Rez Studios – niezależny, amerykański, prywatny producent gier komputerowych z siedzibą w Alpharettcie. Przedsiębiorstwo zostało założone w 2005 roku przez Ereza Gorena i Todda Harrisa. W 2012 roku Hi-Rez Studios znalazł się w Top 30 twórców gier wideo według Game Developer Magazine i Gamasutra. Hi-Rez jest aktualnym właścicielem licencji na gry z serii Metaltech. Dotychczas wyprodukowane gry z tej serii oprócz Battledrome i CyberStorm, zostały wydane jako bezpłatne przez Hi-Rez 30 października 2015 r.

## Historia
Erez Goren założył Hi-Rez Studios z Toddem Harrisem w 2005 roku. Zatrudnili oni doświadczonych twórców gier biorących wcześniej udział w produkcji innych udanych tytułów, takich jak City of Heroes, The Elder Scrolls IV: Oblivion i Call of Duty. W sierpniu 2018 r. Firma podzieliła się na trzy oddzielne studia programistyczne. 5 lutego 2019 r., Hi-Rez Studios opublikowało na Twitterze oświadczenie o zwolnieniu menedżera społeczności Thomasa Cheunga po aresztowaniu pod zarzutem nagabywania dzieci do seksu, wraz z 20 innymi osobami, w ramach wspólnej operacji Georgia Bureau of Investigation i Grupy zadaniowej ds. Przestępstw internetowych przeciwko dzieciom.

## Wyprodukowane gry

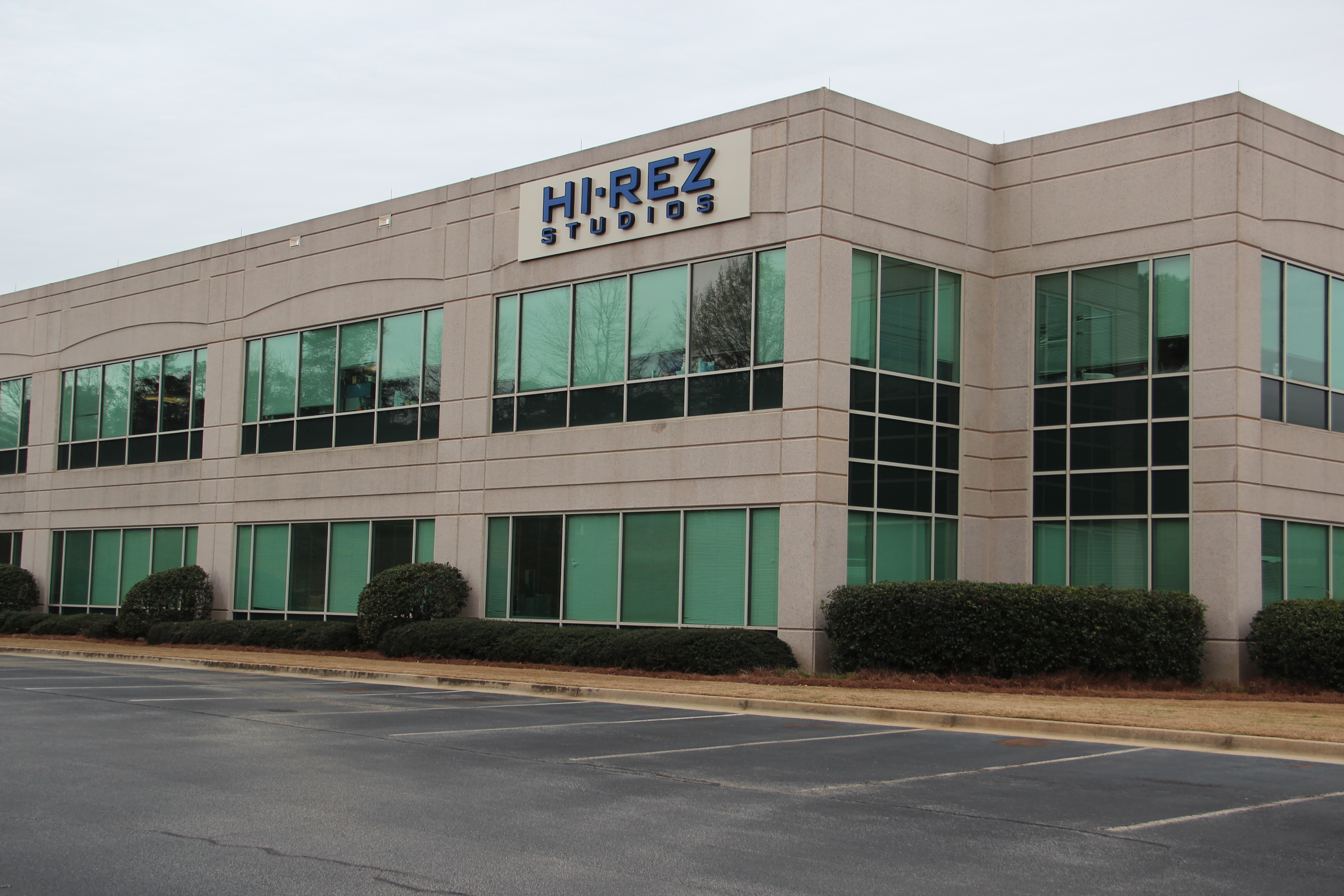
Biuro Hi-Rez Studios w Alpharettcie

| Tytuł                           | Platforma         | Data wydania      | Uwagi                |
| ------------------------------- | ----------------- | ----------------- | -------------------- |
| Global Agenda                   | Microsoft Windows | 1 lutego 2010     |                      |
| Tribes Universe                 | Microsoft Windows |                   | Anulowana            |
| Tribes: Ascend                  | Microsoft Windows | 12 kwietnia 2012  |                      |
| Smite                           | Microsoft Windows | 25 marca 2014     |                      |
| Smite                           | Xbox One          | 19 sierpnia 2015  |                      |
| Smite                           | PlayStation 4     | 31 maja 2016      |                      |
| Smite                           | macOS             | 7 lipca 2016      |                      |
| Smite                           | Nintendo Switch   | 16 listopada 2018 |                      |
| Jetpack Fighter                 | iOS               | 7 stycznia 2016   |                      |
| Jetpack Fighter                 | Android           | 27 lipca 2016     |                      |
| Hand of the Gods: Smite Tactics | Microsoft Windows | 20 lutego 2018    |                      |
| Hand of the Gods: Smite Tactics | Xbox One          | 20 lutego 2018    |                      |
| Hand of the Gods: Smite Tactics | PlayStation 4     | 20 lutego 2018    |                      |
| Paladins Strike                 | iOS               | 2 maja 2018       |                      |
| Paladins Strike                 | Android           | 2 maja 2018       |                      |
| Paladins                        | Microsoft Windows | 8 maja 2018       |                      |
| Paladins                        | Xbox One          | 8 maja 2018       |                      |
| Paladins                        | PlayStation 4     | 8 maja 2018       |                      |
| Paladins                        | macOS             | 8 maja 2018       |                      |
| Paladins                        | Nintendo Switch   | 12 czerwca 2018   |                      |
| Smite Rivals                    | Microsoft Windows | TBA               | Produkcja wstrzymana |
| Smite Rivals                    | iOS               | TBA               | Produkcja wstrzymana |
| Smite Rivals                    | Android           | TBA               | Produkcja wstrzymana |
| Realm Royale                    | Microsoft Windows | 5 czerwca 2018    | Wczesny dostęp       |
| Realm Royale                    | PlayStation 4     | 22 stycznia 2019  | Wczesny dostęp       |
| Realm Royale                    | Xbox One          | 22 stycznia 2019  | Wczesny dostęp       |